# تازة كند ديم
تازة كند ديم هي قرية في مقاطعة نقدة، إيران. يقدر عدد سكانها بـ 27 نسمة بحسب إحصاء 2016.